# 荣华街道 (武汉市)
荣华街道，是中华人民共和国湖北省武汉市硚口区下辖的一个乡镇级行政单位。

## 行政区划
荣华街道下辖以下地区：
集贤里社区、荣西社区、武胜社区、幸福社区、幸乐社区、铁路社区、荣华社区、友谊社区、玉带社区、中山社区、建乐社区和建国社区。